# ویک (مجله)
ویک (به انگلیسی: THE WEEK)، نام یک مجله خبری بریتانیایی است که به‌طور همزمان در ایالات متحده آمریکا نیز منتشر می‌شود. این مجله، پیشتر در استرالیا نیز به چاپ می‌رسید که در سال ۲۰۱۲، چاپ آن متوقف شد. این مجله، در سال ۲۰۱۳ ، در مجموع در شمارگان ۸۰۰ هزار نسخه در دو کشور آمریکا و بریتانیا، به چاپ می‌رسید.